# Hypsibius dujardini
Hypsibius dujardini – gatunek niesporczaka, nazwany na cześć francuskiego biologa Félixa Dujardin. Jest mezokalcyfilny (średnio wapieniolubny), eurytermiczny i higrofilny. Żywi się głównie bakteriami. Tworzy często zgrupowania jednogatunkowe (19,6%).
Wszystkie lądowe gatunki należące do Eutardigrada wykształciły zdolność radzenia sobie w trudnych warunkach środowiskowych poprzez zapadanie w anabiozę (kryptobiozę). W tym stanie mogą przeżyć wiele lat w szerokim spektrum temperatur: zarówno w bardzo wysokiej (nawet ponad 100 °C) jak i bardzo niskiej (bliskiej zera absolutnego). Są wówczas także odporne na promieniowanie rzędu 570 000 rentgenów. W czasie suszy organizmy te mogą przejść w stan anhydrobiozy, w którym pozostają czasami nawet wiele lat, czekając na poprawę warunków środowiska. Tworzą wówczas beczkowate stadia spoczynkowe o mocno zredukowanym metabolizmie.
W 2007 roku Hypsibius dujardini został uznany za nowy organizm modelowy. Wówczas zaczęto sekwencjonować jego genom, który (w wersji haploidalnej) został oszacowany na ok. 75 MB. Gatunek ten jest „optycznie czysty”. Dużo jego wewnętrznych struktur jest widocznych pod zwykłym mikroskopem świetlnym, co sprawia, że jego fizjologia jest łatwa do obserwacji. Jego kultury mogą być zamrożone przez wiele lat, a wielkość genomu i częstotliwość rozmnażania są dodatkową zaletą w oczach badaczy.

## Charakterystyka
Długość ciała tego gatunku waha się w przedziale 220–300 μm. Jest białawej barwy z często występującym brunatnym pigmentem. Jego aparat gardzielowy ma długość 50 μm lub więcej, przewód gardzielowy, zakończony apofizami, ok. 32 μm długości i 2 μm szerokości. Gardziel jest owalna (ok. 26 x 21 μm), posiada dwa makroplakoidy (pierwszy o długości 5 μm, drugi – 3,5 μm) i jeden mikroplakoid o szerokości 1 μm.
Jego pazurki są podzielone podwójnie i tworzą dwie gałęzie: główną oraz boczną. U czwartej pary nóg średnia długość pazurków zewnętrznych to 16 μm, długość gałęzi głównej to 13 μm, a wysokość podstawy pazurka – 5 μm. Liczba pazurków u młodych i dorosłych osobników różni się.

## Występowanie
Jest gatunkiem kosmopolitycznym o zasięgu światowym. Występuje m.in. w całej Polsce. Preferuje wilgotne, silnie zacienione siedliska, często w cienkiej warstwie wody między mchami lub innymi roślinami. W Tatrzańskim Parku Narodowym można go spotkać we wszystkich piętrach roślinności dość często, choć w niewielkiej liczebności. W tamtejszym regionie preferuje żleby.

## Rozmnażanie
Rozmnaża się głównie poprzez partenogenezę, choć stwierdzono obecność samców w niektórych populacjach, co sugeruje możliwość rozmnażania płciowego. Samice składają jaja, które następnie przechodzą mejozę. Następuje podwojenie materiału genetycznego, dzięki czemu osobniki potomne są diploidalne. W ciągu jednego linienia powstaje 2–8 jaj. Niedojrzałe osobniki różnią się od form dorosłych pod względem anatomicznym i morfologicznym. Ich gonada jest niedrożna.